# Antegibbaeum
Antegibbaeum is een geslacht uit de ijskruidfamilie (Aizoaceae). Het geslacht telt een soort die voorkomt in het zuidwesten van de Kaapprovincie in Zuid-Afrika.

## Soorten
- Antegibbaeum fissoides (Haw.) C.Weber

... · 
Antimima · 
Argyroderma · 
Carpobrotus · 
Disphyma · 
Dorotheanthus · 
Gibbaeum · 
Lapidaria · 
Lithops · 
Mesembryanthemum · 
Sceletium · 
Tetragonia · 
...